# Melanie Di Tria
Melanie Di Tria (* 14. September 1971 in Bottrop) ist eine deutsch-italienische DJ, Musikerin und Agenturinhaberin. Sie zählt zu den bekannten weiblichen DJs in Deutschland. Ihr musikalischer Schwerpunkt liegt im Bereich Techno, Trance, Acid und Hardstyle. Ihr Name ist kein Pseudonym, wie fälschlicherweise häufig angenommen, sondern ihr rein bürgerlicher Name.

## Biografie
Melanie Di Tria wurde als zweitältestes von vier Kindern geboren und absolvierte eine Ausbildung zur Einzelhandelskauffrau, bevor sie sich 1996 endgültig vollberuflich der Musik zuwandte, welche sie nebenberuflich bereits seit 1991 betrieb. Den Aufstieg der elektronischen Musik in den 1990er Jahren in Deutschland hat sie hautnah miterlebt und auch mitgeprägt. In dieser Zeit und auch danach arbeitete sie mit Szenegrößen wie Steve Mason, Timo Maas, Kai Tracid und Da Hool zusammen. Ebenfalls im Jahr 1996 war sie die erste DJ, welche einen eigenen Wagen (Float) auf der Loveparade in Berlin innehatte. Auf diesem legten als Novum, unter dem Motto „Frauen an die Turntables“ erstmals nur Frauen auf. Seit 1995 war sie immer wieder als DJ auf der Loveparade vertreten. Es folgten Fernseh- und Radioauftritte u. a. beim ZDF und WDR. Zu dieser Zeit reiste sie von einem Auftritt zum nächsten durch Europa. 1999 wurde sie offiziell als alleiniger Headliner zum Kinostart des Roland-Emmerich-Films Independence Day in Deutschland engagiert. Im Jahr 2000 erstellte sie einen Remix für den Song von Daisy Dee Love is the Answer. Ein Jahr später folgte ein weiterer Remix für Kai Tracid Life is too short.
Sie tritt gegenwärtig immer wieder in Clubs mit Szene auf, aber auch bei Großveranstaltungen wie der Ruhr in Love, Reincarnation, Nature One sowie bei gemeinnützigen Veranstaltungen.

## Diskografie
Produktionen
- Come in    (Plutonic Records)
- Bordtalk   (Plutonic Records)
- Noise Unit (Drehscheibe / EDM)

Projekte
- Patchwork, Allright (Overdose Records)
- Kenji Ogura feat. Melanie Di Tria, Kreissäge 1 (Tracid Traxxx Rec.)
- Kenji Ogura feat. Melanie Di Tria, Kreissäge 2 (Tracid Traxxx Rec.)
- M.D.T. feat. The Daywalker (Melanie Di Tria & Gary D. Mix)

Remixe
- Melanie Di Tria RMX (Circles Records)
- Melanie Di Tria / Love is the Answer / Daisy Dee (EMI)
- Melanie Di Tria / Questa Voce / Seventh Element  (Space Traxx)
- Melanie Di Tria / Feel the Funk / Antrieb 2      (Upbeat Rec.)
- Melanie Di Tria / Life is too short / Kai Tracid (Sony)